# صانع الأحلام (مسلسل)
صانع الأحلام مسلسل عربي مشترك عرض في رمضان 2019.

## قصة المسلسل
بطل القصة هو الدكتور سامي عمران (مكسيم خليل) المتخصص في الفيزياء الكمية الذي يحاول من خلال محاضراته وأبحاثه إثبات علاقة الإنسان بالزمن فيزيائياً وتمازج البعد الرابع في الفيزياء مع الحلم.

## الممثلون
- مكسيم خليل
- أروى جودة
- طوني عيسى
- مي سليم
- جيسي عبدو
- ناتاشا شوفاني
- ايلي متري
- رنا ريشة
- أمية درويش